# Snitch e impicci
Snitch e impicci è un singolo del rapper italiano DrefGold e del gruppo musicale italiano FSK Satellite, pubblicato il 28 febbraio 2020 come primo estratto dal secondo album in studio di DrefGold Elo.
Nel singolo c'è il featuring della trap band italiana FSK Satellite.

## Video musicale
Il videoclip, diretto da Alexander Coppola, è stato pubblicato il 10 marzo 2020 attraverso il canale YouTube di DrefGold.

## Tracce
1. Snitch e impicci – 3:22

## Classifiche
| Classifica (2020) | Posizione massima |
| ----------------- | ----------------- |
| Italia            | 6                 |